# Frank Kurtz
Frank Kurtz (n. 9 septembrie 1911, Davenport⁠(d), Iowa, SUA – d. 31 octombrie 1996, North Hollywood, California, SUA) a fost un săritor în apă ce a reprezentat Statele Unite ale Americii, medaliat olimpic. A participat la 2 ediții ale Jocurilor Olimpice (1932, 1936) în care a câștigat o medalie de bronz.